# 鳥羽絵

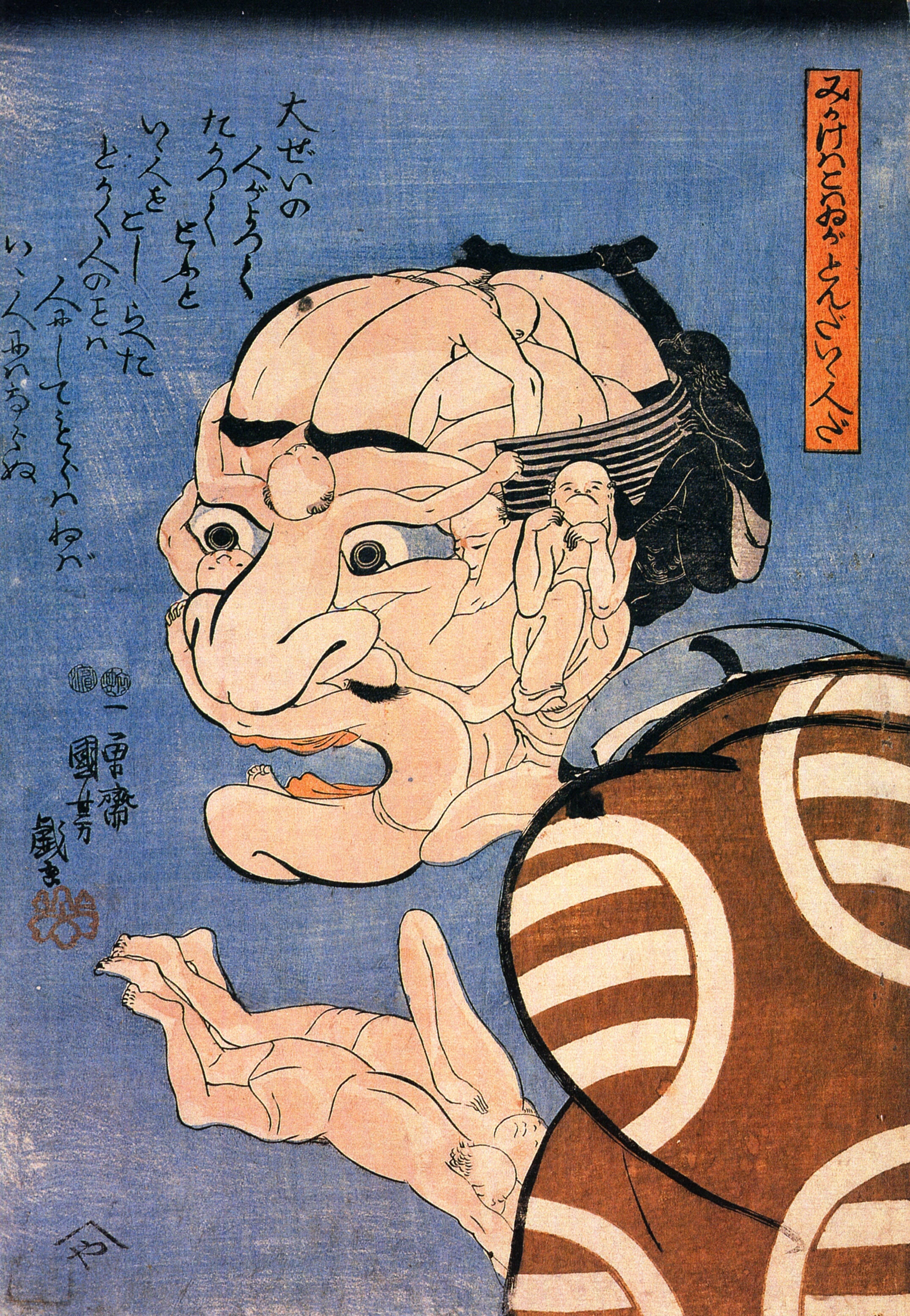
歌川国芳による寄せ絵

鳥羽絵（とばえ）とは、江戸時代から明治時代にかけて描かれた浮世絵の様式のひとつで、「江戸の漫画」とも言われる略画体の戯画のことである。この呼び名は鳥羽僧正覚猷作とされる「鳥獣人物戯画」絵巻によっている。

## 歴史と作例
平安時代すでに「鳥獣人物戯画」を持つ日本は世界的にみても古い段階から戯画の伝統をもつ国といえる。こうした流れは、浮世絵のなかにも見出すことができる。リアルな表現を用いて笑いを誘えば、すでに今日でいう戯画、漫画に近いものとなる。漫画という言葉自体は北尾政演が絵本『四季交加』の序に使ったものに始まるとされており、自作の黄表紙に滑稽な「京伝鼻」を描いた山東京伝の挿絵なども「漫画」にふくめてもよいかもしれない。他方、漫画という表題を付けた葛飾北斎の「北斎漫画」は必ずしも全てが戯画ではないのにもかかわらず、卓抜洒脱な人物表現によって、当時は耳新しい言葉であったはずの「漫画」も人びとにとって身近なものになった。それまでは、やや滑稽な略筆体の作品を鳥羽絵と称しており、大坂松屋の耳鳥斎による『絵本水也空』などが知られていた。耳鳥斎は上方で活躍し、安永9年（1780年）の『絵本水也空』、天明7年（1787年）の『画話耳鳥斎』、享和3年（1803年）の『歳時滅法戒』、文化2年（1805年）の『絵本古鳥図加比』などはいずれも省略した筆使いで描いたユーモラスな人物画などで知られる。

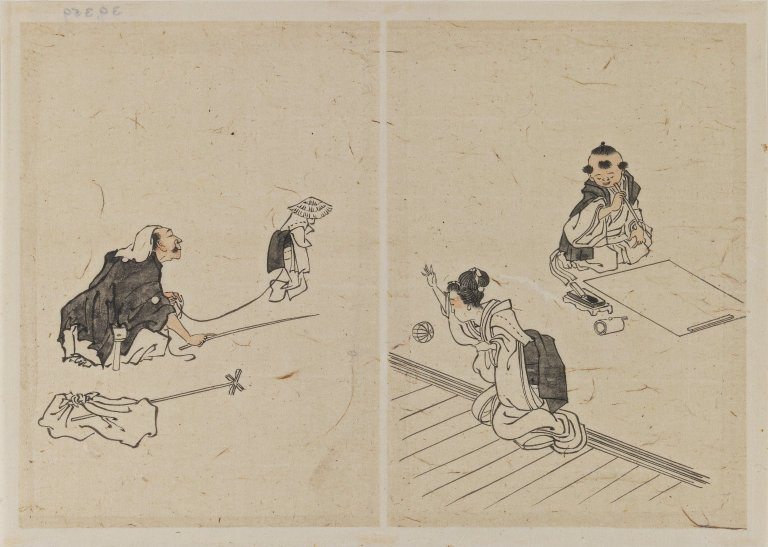
葛飾北斎の鳥羽絵（ブルックリン美術館）

歌川広重もやはり戯画のセンスの持ち主であった。広重に先だって十返舎一九による略筆の絵があり、広重の「東海道五十三次」は一九の『東海道中膝栗毛』から大きな刺激を受けている。広重作「赤坂」は、「東海道五十三次」のなかでも特に戯画的な趣の濃い作品といわれている。また保永堂版「東海道五十三次」のうち「御油」では、宿の飯盛り女が旅客を腕ずくで引っ張り込むところなどに滑稽の風がみえる。広重は後に実際に狂画「道中膝栗毛」を描き、晩年まで戯画的な作品がみられる。
広重門弟の三代歌川広重もまた、風景画ばかりでなく、たびたび戯画を描いており、濃艶な美人画で知られる渓斎英泉にも同様の作品がみられた。
こうしたなかにあって特筆すべきは歌川国芳で、例えば落書きを真似て人物を描いた「荷宝蔵壁のむだ書」のユニークな釘書きの戯画や、「人あつまって人になる」のような、多くの人間が絡み固まっているのが人の顔に見えてくる感じがする1枚がある。まるで、ジュゼッペ・アルチンボルドの着想をどこかで見たのかと思うようなシュルレアリスム風の戯画シリーズさえ存在する。ただし、これらには社会や世相に対して鋭い諷刺的精神があったわけではなかった。

### 「鳥羽絵」の国際化

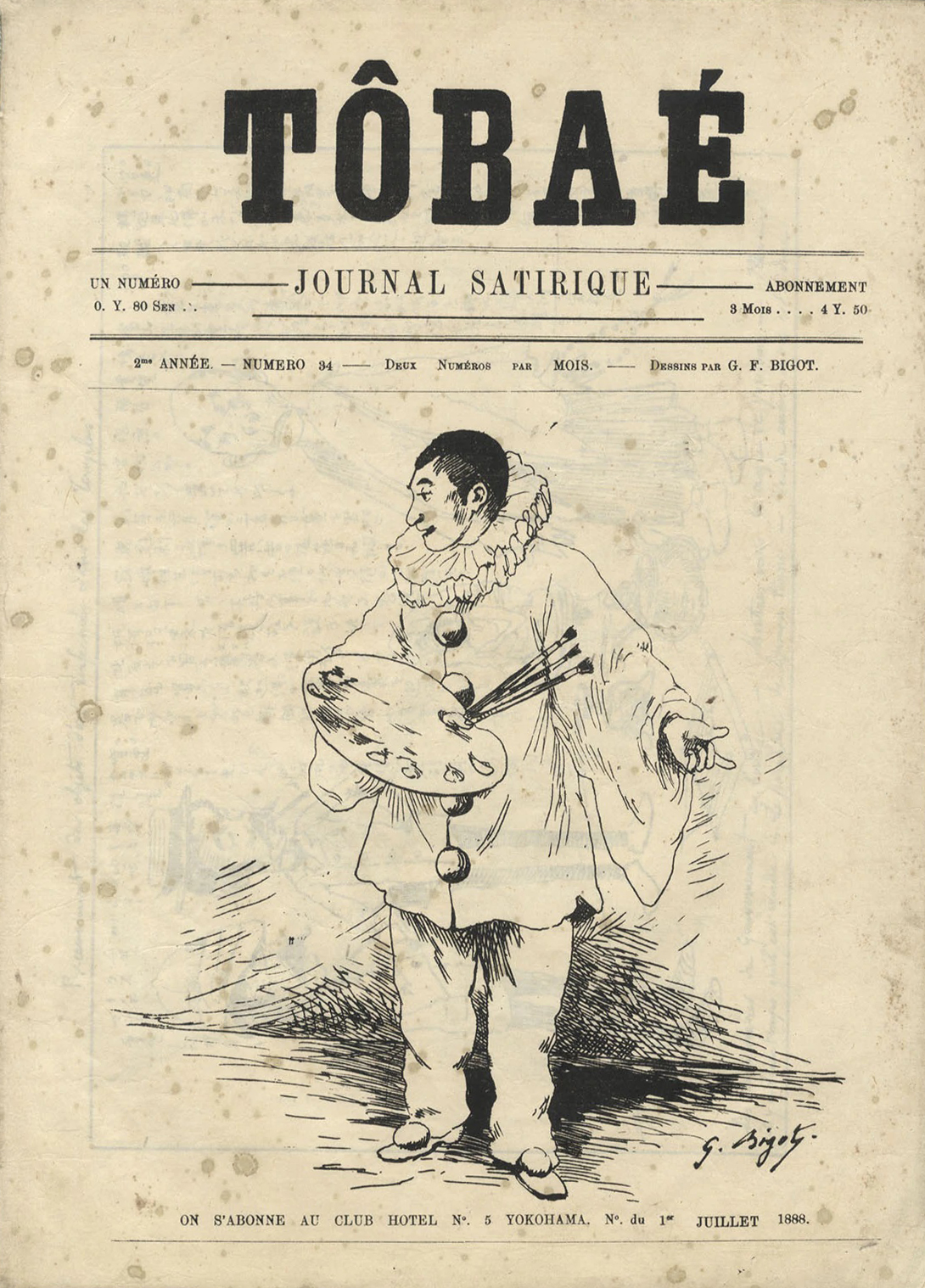
ジョルジュ・ビゴーが1884年に刊行した『トバエ』の表紙。ピエロ姿の人物はビゴーが自身を戯画化したもの。

幕末になって、物価騰貴や天然痘流行などが起こると、早速、戯画でそれを取り上げる浮世絵師が出てくる。「豊穣お蔭参之図」を描いた落合芳幾は、時世は少しも豊穣ではなかったが、「おかげ参り」「ええじゃないか」と大衆が踊り狂っている様子を皮肉に眺めている。
こうした戯画が諷刺に接したまま、明治の開化期に入った。幕末に来日したイギリス人チャールズ・ワーグマンが横浜で出した月刊漫画誌「ジャパン・パンチ」、さらには後のフランス人ジョルジュ・ビゴーの諷刺漫画も浮世絵界に大きな影響を与えている。
この開化期に、北斎張りの健筆でいち早く戯画を描いて巧みであったのは河鍋暁斎であった。暁斎の場合は「狂画」と称し、自ら狂斎と名乗っており、フランス人フェリックス・レガメと漫画合戦を行ったこともあった。「狂画」というのは、狂歌の絵画版と考えれば分かりやすい。絵の中に諷刺、皮肉、滑稽を描きだそうとしたものであり、笑いの中に鋭い社会性と現実認識を含んでいた。この狂斎とワーグマンに関係のあった小林清親は、その謹厳な風貌に関わらず、ポンチ絵のセンスが有り、『團團珍聞』に時局や議会の諷刺を描き、ジャーナリスティックな活動を模している。
清親の錦絵としては、「新版三十二相」、「百面相」や、日清戦争時の百戦百勝に掛けた「百撰百笑」などがあり、教訓画的な漫画を多く手がけている。彼の場合、自らも「ポンチ絵」と言ったことから、ことにワーグマンの影響が強いとみられる。いずれにせよ、開化期の錦絵で漫画ないしは戯画的なものを多く見かけるのは、この時期に著しく発展した新聞ジャーナリズムとの強い関係が指摘できる。戯画の錦絵は、一面では好事の産物であったが、明治期の戯画はジャーナリズムの一環として人びとの視覚にうったえたからであった。

## 歌舞伎舞踊『鳥羽絵』
歌舞伎舞踊に清元の『鳥羽絵』がある。二代目桜田治助作詞、清澤萬吉作曲、藤間勘助ほか振付。文政2年9月江戸中村座初演の『御名残押絵交張』（おんなごりおしえのまぜはり）のなかの一つ。